# We Were Exploding Anyway
We Were Exploding Anyway — четвертий студійний альбом 65daysofstatic. Він був записаний у Шеффілді, тоді як зведення та мастеринг відбувалися в Нью-Йорку. Він був випущений 26 квітня 2010 року в Європі та Сполучених Штатах і 19 травня в Японії. Це був їхній перший альбом, випущений на Hassle Records. Два сингли, «Weak4» і «Crash Tactics», були випущені 18 і 30 березня відповідно. Для реклами випуску свого альбому гурт організував хедлайнерський європейський тур із гуртами Nedry та Loops Haunt; починаючи з Нідерландів і закінчуючи в Ірландії, вони також натякнули на майбутній тур по США. Альбом був доступний у вигляді прямої трансляції на сторінці гурту Myspace 19 квітня, за тиждень до його релізу. Альбом дебютував під номером 99 у чарті альбомів Великобританії і під номером 7 у чарті незалежних альбомів Великобританії.
У музичному плані We We Were Exploding Anyway має сильніше електронне звучання з більшою кількістю танцювальних ритмів, електронних басових і барабанних треків і менш складних гітарних патернів, що віддаляє альбом від попередніх елементів математичних рок / пост-рок гурту. У рецензії The Line of Best Fit написано: «…[альбом] також показує, що вони, здається, відчайдушно прагнуть позбутися свого безхарактерного пост-рокового прізвиська, оскільки вони добре й справді заглиблюються в більш ритмічні якості танцювальної музики».
Пісня «Debutante» була використана для трейлера E3 2014 до відеогри No Man's Sky.

## Трек-лист
1. «Mountainhead» — 5:33
2. «Crash Tactics» — 3:47
3. «Dance Dance Dance» — 4:02
4. «Piano Fights» — 3:51
5. «Weak4» — 3:54
6. «Come to Me» (за участю Роберта Сміта з The Cure) — 8:00
7. «Go Complex» — 4:04
8. «Debutante» — 7:21
9. «Tiger Girl» — 10:37
10. «Sawtooth Rising» (японський бонус-трек) — 4:58